# Kapela sv. Fabijana i Sebastijana (Slani Potok)
Kapela sv. Fabijana i Sebastijana  je rimokatolička građevina u mjestu sv. Fabijan i Sebastijan, općini Gornja Stubica zaštićeno kulturno dobro.

## Opis dobra
Kapela sv. Fabijana i Sebastijana smještena na je na vrhu brijega u naselju Slani Potok u općini Gornja Stubica. Jednobrodnu kapelu čine prostrana lađa i nešto šire svetište s ravnim zaključkom, nad kojima je u novije vrijeme izveden drveni strop s kosim bočnim stranicama. Uz svetište je s južne strane smještena mala sakristija. Glavni oltar datira iz 1661. godine. Recentnim obnovama kapela je izgubila izvornost, ali je gabaritima, autentičnim položajem te očuvanim glavnim baroknim oltarom zadržala povijesnu i ambijentalnu vrijednost.

## Zaštita
Pod oznakom Z-2491 zavedena je kao nepokretno kulturno dobro - pojedinačno, pravnog statusa zaštićena kulturnog dobra, klasificirano kao "sakralna graditeljska baština".